# Left Behind
A Left Behind a Slipknot első kislemeze második, Iowa című albumáról. Rendezői változatú klipje megtalálható a kislemezen pár korábbi Slipknot-szám koncerten felvett változatával.

## Dallista
1. Left Behind - 4:04
2. Liberate (live) - 4:27
3. Surfacing (live) - 5:10